# 仰望星空
《仰望星空》（英語：Looking up to the Starry Sky）是时任中共中央政治局常委、中华人民共和国国务院总理温家宝所作的一首诗，后被改编成歌曲。全诗共四节，表达了对国家、民族乃至人类命运的关怀。
2007年5月14日，温家宝在同济大学建筑与城市规划学院钟厅作演讲时首次在公众场合发表。2007年9月4日，该诗作在《人民日报》文艺副刊上发表。

## 歌词
2008年于江西省武宁县首映的电影《踏界》（陆剑民、石维坚主演）采取《仰望星空》作为电影主题曲的歌词，中国煤矿文工团歌唱演员胡月谱曲。

## 演唱
2009年10月2日，香港红磡体育馆庆祝中华人民共和国建立60周年晚会上，著名歌手张学友、儿童歌手杨沛宜与500名儿童共同演绎了根据《仰望星空》配乐的同名歌曲。

## 校歌
2010年5月13日，北京航空航天大学宣布《仰望星空》成为该校的校歌，歌词为温家宝的诗作《仰望星空》，刘晖作曲。

## 高考作文题
2010年普通高等学校招生考试北京卷作文题：《仰望星空与脚踏实地》。